# Pepesuchus
Pepesuchus is een geslacht van uitgestorven reptielen uit de groep der Mesoeucrocodylia, een groep waartoe ook de krokodilachtigen behoren. Meer specifiek behoort het tot de landbewonende familie der Peirosauridae. De enige bekende soort is de typesoort Pepesuchus deiseae, die voor het eerst werd beschreven in 2011. Hij kwam tussen 99 en 65 miljoen jaar geleden voor tijdens het krijt in de huidige staat São Paulo in Brazilië.

## Naamgeving
De geslachtsnaam Pepesuchus eert professor José Martin Suárez, wiens bijnaam 'pepe' luidt. Hij speelde een rol bij de ontdekking van het fossiel van de soort. De soortaanduiding deiseae eert paleontoloog Deise Dias Rêgo Henriques, medewerkster bij Museu Nacional/UFRJ.